# Лавина (фильм, 1937)
«Лавина» (яп. 雪崩: надарэ; англ. Avalanche) — фильм-драма режиссёра Микио Нарусэ, вышедший на экраны в 1937 году. Фильм снят по рассказу Дзиро Осараги.

## Сюжет
Главный герой этого фильма Горо — избалованный отпрыск богатой японской семьи 1930-х годов. Он мечется между двумя женщинами, давней возлюбленной Яёи и нынешней наречённой Фукико. Родители хотят, чтобы он женился на Фукико, но Горо не может забыть и отказаться от Яёи, к которой он испытывает большие чувства. Он много говорит об идеальной жизни, но отец не воспринимает всерьёз его размышления и настаивает на его браке с Фукико. В результате родительского непонимания, Горо решается на двойное самоубийство с нелюбимой им Фукико, однако в последний момент понимает, что не способен и на этот поступок.

## В ролях
- Хидэо Саэки — Горо
- Ранко Эдогава — Яёи
- Нобору Киритати — Фукико
- Ё Сиоми — отец Горо
- Юрико Ханабуса — мать Горо
- Садао Маруяма — отец Фукико
- Масао Мисима — Коянаги
- Акира Убуката — Кэйсукэ

## Премьеры
- — 1 июля 1937 года состоялась национальная премьера фильма в Токио[1].

## Интересные факты
- Ассистентами Микио Нарусэ на съёмочной площадке были впоследствии всемирно известные кинорежиссёры Исиро Хонда и Акира Куросава.